# Svendborgsundbrug
De Svendborgsundbrug (Deens: Svendborgsundbroen) is een brug bij Svendborg in Denemarken over het Svendborgsund, een zijarm van de Grote Belt. De brug is gebouwd tussen 1963 en 1966 en verbindt de eilanden Funen en Tåsinge met elkaar. Op 18 november 1966 werd de brug geopend door prinses Margrethe van Denemarken, de huidige koningin.
Over de brug loopt de Primærrute 9. Deze weg loopt van Odense op Funen naar Nykøbing Falster op Falster.